# اچ‌ام‌اس ونجنس (۱۸۹۹)
اچ‌ام‌اس ونجنس (۱۸۹۹) (به انگلیسی: HMS Vengeance (1899)) یک کشتی بود که طول آن ۴۳۱ فوت (۱۳۱ متر) بود. این کشتی در سال ۱۸۹۹ ساخته شد.